# Den Dominikanske Republik på cykel
Den Dominikanske Republik på cykel er en dansk dokumentarfilm fra 2000 med instruktion og manuskript af Stig Hartkopf.

## Handling
Stig Hartkopf har denne gang besøgt Den Dominikanske Republik med cykel og kamera. Han møder de almindelige dominikanere, der ægte og uhøjtideligt fortæller om deres dagligdag, som kan være ganske barsk og voldelig. Dette afspejles tydeligt i beskrivelserne af deres karneval, hanekampe, mændenes macho-image, og ikke mindst da instruktøren selv nær blev slået ihjel. Men livsglæden er også altid til stede.